# The Freddie Mercury Album
The Freddie Mercury Album — музичний альбом Фредді Меркюрі. Виданий 1992 року лейблом. Він містить ремікси записів з першого сольного альбому музиканта, в тому числі "Bad Guy ", і записи з синглів між 1984-1987 років.

## Список пісень
1. «Foolin' Around» — 4:02
2. «Love Kills» — 4:29
3. «Let's Turn It On» — 3:45
4. «Exercises In Free Love» — 3:57
5. «Barcelona» (в дуеті з Монсеррат Кабальє) — 5:37
6. «Time» — 3:49
7. «Your Kind Of Lover» — 3:48
8. «In My Defence» — 3:52
9. «Mr. Bad Guy» — 3:48
10. «Living on My Own» — 3:48
11. «The Great Pretender» — 3:27

## Чарти

### Щотижневі чарти
| Чарт (1992–93)                                       | Найвища позиція |
| ---------------------------------------------------- | --------------- |
| Австрія Austrian Albums (Ö3 Austria)                 | 2               |
| Нідерланди Dutch Albums (MegaCharts)                 | 9               |
| French Albums (SNEP)                                 | 6               |
| French Compilations (SNEP)                           | 5               |
| Німеччина German Albums (Offizielle Top 100)         | 3               |
| Нова Зеландія New Zealand Albums (Recorded Music NZ) | 4               |
| Норвегія Norwegian Albums (VG-lista)                 | 12              |
| Швеція Swedish Albums (Sverigetopplistan)            | 35              |
| Швейцарія Swiss Albums (Schweizer Hitparade)         | 8               |
| Велика Британія UK Albums (OCC)                      | 4               |

### Чарти на кінець року
| Чарт (1993)                        | Позиція |
| ---------------------------------- | ------- |
| Austrian Albums (Ö3 Austria)       | 38      |
| Dutch Albums (Album Top 100)       | 43      |
| German Albums (Offizielle Top 100) | 81      |
| UK Albums (OCC)                    | 78      |

## Сертифікація
| Регіон                                                                                          | Сертифікація  | Продажі  |
| ----------------------------------------------------------------------------------------------- | ------------- | -------- |
| Аргентина (CAPIF)                                                                               | Платиновий    | 60 000^  |
| Австрія (IFPI Austria)                                                                          | Платиновий    | 50 000*  |
| Фінляндія (IFPI Finland)                                                                        | Золотий       | 26,638   |
| Франція (SNEP)                                                                                  | 2× Платиновий | 600 000* |
| Німеччина (BVMI)                                                                                | Платиновий    | 500 000^ |
| Нідерланди (NVPI)                                                                               | Золотий       | 50 000^  |
| Нова Зеландія (RIANZ)                                                                           | Платиновий    | 15 000^  |
| Іспанія (PROMUSICAE)                                                                            | 2× Платиновий | 200 000^ |
| Швеція (IFPI Sweden)                                                                            | Золотий       | 50 000^  |
| Швейцарія (IFPI Switzerland)                                                                    | Платиновий    | 50 000^  |
| Велика Британія (BPI)                                                                           | 2× Платиновий | 600 000^ |
| *продажі, що базуються лише на сертифікаціях ^відвантаження, що базуються лише на сертифікаціях |               |          |